# Alexandre Kazantsev
Pour les articles homonymes, voir Kazantsev.
Alexandre Petrovitch Kazantsev (en russe : Алекса́ндр Петро́вич Каза́нцев), né le 2 septembre 1906 à Akmolinsk et mort le 13 septembre 2002  à Peredelkino, est un écrivain soviétique de nationalité russe, auteur de romans d'aventures et de science-fiction. Son œuvre la plus notable est Phaéna, l'effondrement d'un monde (Фаэты).
Alexandre Kazantsev pratiquait les échecs et particulièrement les études dont il a publié une quarantaine.
Il est enterré au cimetière de la Présentation à Moscou.

## Œuvres
- L'île en feu, in Satellite Les Cahiers de la Science-Fiction no 6, no 7, no 8 de juin, juillet et août 1958
- Le Messager du Cosmos, trad. Louis Gaurin et Victor Joukov, paru dans l'anthologie homonyme, Éditions en langues étrangères, Moscou
- Le Martien, trad. Louis Gaurin et Victor Joukov, paru dans l'anthologie Le Messager du Cosmos, Éditions en langues étrangères, Moscou
- Le Pont arctique
- Plus fort que le temps, Albin Michel, "Super+Fiction", 1981
- Le Chemin de la Lune, Denoël, "Présence du futur", 1964
- Phaéna, l'effondrement d'un monde, Radouga (Moscou), 1987

## Une étude d'Alexandre Kazantsev
|   | a | b | c | d | e | f | g | h |   |
| 8 | Pion noir sur case blanche b7 · Pion noir sur case blanche f7 · Pion blanc sur case noire f6 · Pion noir sur case blanche a4 · Roi noir sur case noire b4 · Pion noir sur case noire d4 · Pion blanc sur case blanche d3 · Pion blanc sur case noire b2 · Pion blanc sur case noire h2 · Roi blanc sur case blanche d1 | Pion noir sur case blanche b7 · Pion noir sur case blanche f7 · Pion blanc sur case noire f6 · Pion noir sur case blanche a4 · Roi noir sur case noire b4 · Pion noir sur case noire d4 · Pion blanc sur case blanche d3 · Pion blanc sur case noire b2 · Pion blanc sur case noire h2 · Roi blanc sur case blanche d1 | Pion noir sur case blanche b7 · Pion noir sur case blanche f7 · Pion blanc sur case noire f6 · Pion noir sur case blanche a4 · Roi noir sur case noire b4 · Pion noir sur case noire d4 · Pion blanc sur case blanche d3 · Pion blanc sur case noire b2 · Pion blanc sur case noire h2 · Roi blanc sur case blanche d1 | Pion noir sur case blanche b7 · Pion noir sur case blanche f7 · Pion blanc sur case noire f6 · Pion noir sur case blanche a4 · Roi noir sur case noire b4 · Pion noir sur case noire d4 · Pion blanc sur case blanche d3 · Pion blanc sur case noire b2 · Pion blanc sur case noire h2 · Roi blanc sur case blanche d1 | Pion noir sur case blanche b7 · Pion noir sur case blanche f7 · Pion blanc sur case noire f6 · Pion noir sur case blanche a4 · Roi noir sur case noire b4 · Pion noir sur case noire d4 · Pion blanc sur case blanche d3 · Pion blanc sur case noire b2 · Pion blanc sur case noire h2 · Roi blanc sur case blanche d1 | Pion noir sur case blanche b7 · Pion noir sur case blanche f7 · Pion blanc sur case noire f6 · Pion noir sur case blanche a4 · Roi noir sur case noire b4 · Pion noir sur case noire d4 · Pion blanc sur case blanche d3 · Pion blanc sur case noire b2 · Pion blanc sur case noire h2 · Roi blanc sur case blanche d1 | Pion noir sur case blanche b7 · Pion noir sur case blanche f7 · Pion blanc sur case noire f6 · Pion noir sur case blanche a4 · Roi noir sur case noire b4 · Pion noir sur case noire d4 · Pion blanc sur case blanche d3 · Pion blanc sur case noire b2 · Pion blanc sur case noire h2 · Roi blanc sur case blanche d1 | Pion noir sur case blanche b7 · Pion noir sur case blanche f7 · Pion blanc sur case noire f6 · Pion noir sur case blanche a4 · Roi noir sur case noire b4 · Pion noir sur case noire d4 · Pion blanc sur case blanche d3 · Pion blanc sur case noire b2 · Pion blanc sur case noire h2 · Roi blanc sur case blanche d1 | 8 |
| 7 | Pion noir sur case blanche b7 · Pion noir sur case blanche f7 · Pion blanc sur case noire f6 · Pion noir sur case blanche a4 · Roi noir sur case noire b4 · Pion noir sur case noire d4 · Pion blanc sur case blanche d3 · Pion blanc sur case noire b2 · Pion blanc sur case noire h2 · Roi blanc sur case blanche d1 | Pion noir sur case blanche b7 · Pion noir sur case blanche f7 · Pion blanc sur case noire f6 · Pion noir sur case blanche a4 · Roi noir sur case noire b4 · Pion noir sur case noire d4 · Pion blanc sur case blanche d3 · Pion blanc sur case noire b2 · Pion blanc sur case noire h2 · Roi blanc sur case blanche d1 | Pion noir sur case blanche b7 · Pion noir sur case blanche f7 · Pion blanc sur case noire f6 · Pion noir sur case blanche a4 · Roi noir sur case noire b4 · Pion noir sur case noire d4 · Pion blanc sur case blanche d3 · Pion blanc sur case noire b2 · Pion blanc sur case noire h2 · Roi blanc sur case blanche d1 | Pion noir sur case blanche b7 · Pion noir sur case blanche f7 · Pion blanc sur case noire f6 · Pion noir sur case blanche a4 · Roi noir sur case noire b4 · Pion noir sur case noire d4 · Pion blanc sur case blanche d3 · Pion blanc sur case noire b2 · Pion blanc sur case noire h2 · Roi blanc sur case blanche d1 | Pion noir sur case blanche b7 · Pion noir sur case blanche f7 · Pion blanc sur case noire f6 · Pion noir sur case blanche a4 · Roi noir sur case noire b4 · Pion noir sur case noire d4 · Pion blanc sur case blanche d3 · Pion blanc sur case noire b2 · Pion blanc sur case noire h2 · Roi blanc sur case blanche d1 | Pion noir sur case blanche b7 · Pion noir sur case blanche f7 · Pion blanc sur case noire f6 · Pion noir sur case blanche a4 · Roi noir sur case noire b4 · Pion noir sur case noire d4 · Pion blanc sur case blanche d3 · Pion blanc sur case noire b2 · Pion blanc sur case noire h2 · Roi blanc sur case blanche d1 | Pion noir sur case blanche b7 · Pion noir sur case blanche f7 · Pion blanc sur case noire f6 · Pion noir sur case blanche a4 · Roi noir sur case noire b4 · Pion noir sur case noire d4 · Pion blanc sur case blanche d3 · Pion blanc sur case noire b2 · Pion blanc sur case noire h2 · Roi blanc sur case blanche d1 | Pion noir sur case blanche b7 · Pion noir sur case blanche f7 · Pion blanc sur case noire f6 · Pion noir sur case blanche a4 · Roi noir sur case noire b4 · Pion noir sur case noire d4 · Pion blanc sur case blanche d3 · Pion blanc sur case noire b2 · Pion blanc sur case noire h2 · Roi blanc sur case blanche d1 | 7 |
| 6 | Pion noir sur case blanche b7 · Pion noir sur case blanche f7 · Pion blanc sur case noire f6 · Pion noir sur case blanche a4 · Roi noir sur case noire b4 · Pion noir sur case noire d4 · Pion blanc sur case blanche d3 · Pion blanc sur case noire b2 · Pion blanc sur case noire h2 · Roi blanc sur case blanche d1 | Pion noir sur case blanche b7 · Pion noir sur case blanche f7 · Pion blanc sur case noire f6 · Pion noir sur case blanche a4 · Roi noir sur case noire b4 · Pion noir sur case noire d4 · Pion blanc sur case blanche d3 · Pion blanc sur case noire b2 · Pion blanc sur case noire h2 · Roi blanc sur case blanche d1 | Pion noir sur case blanche b7 · Pion noir sur case blanche f7 · Pion blanc sur case noire f6 · Pion noir sur case blanche a4 · Roi noir sur case noire b4 · Pion noir sur case noire d4 · Pion blanc sur case blanche d3 · Pion blanc sur case noire b2 · Pion blanc sur case noire h2 · Roi blanc sur case blanche d1 | Pion noir sur case blanche b7 · Pion noir sur case blanche f7 · Pion blanc sur case noire f6 · Pion noir sur case blanche a4 · Roi noir sur case noire b4 · Pion noir sur case noire d4 · Pion blanc sur case blanche d3 · Pion blanc sur case noire b2 · Pion blanc sur case noire h2 · Roi blanc sur case blanche d1 | Pion noir sur case blanche b7 · Pion noir sur case blanche f7 · Pion blanc sur case noire f6 · Pion noir sur case blanche a4 · Roi noir sur case noire b4 · Pion noir sur case noire d4 · Pion blanc sur case blanche d3 · Pion blanc sur case noire b2 · Pion blanc sur case noire h2 · Roi blanc sur case blanche d1 | Pion noir sur case blanche b7 · Pion noir sur case blanche f7 · Pion blanc sur case noire f6 · Pion noir sur case blanche a4 · Roi noir sur case noire b4 · Pion noir sur case noire d4 · Pion blanc sur case blanche d3 · Pion blanc sur case noire b2 · Pion blanc sur case noire h2 · Roi blanc sur case blanche d1 | Pion noir sur case blanche b7 · Pion noir sur case blanche f7 · Pion blanc sur case noire f6 · Pion noir sur case blanche a4 · Roi noir sur case noire b4 · Pion noir sur case noire d4 · Pion blanc sur case blanche d3 · Pion blanc sur case noire b2 · Pion blanc sur case noire h2 · Roi blanc sur case blanche d1 | Pion noir sur case blanche b7 · Pion noir sur case blanche f7 · Pion blanc sur case noire f6 · Pion noir sur case blanche a4 · Roi noir sur case noire b4 · Pion noir sur case noire d4 · Pion blanc sur case blanche d3 · Pion blanc sur case noire b2 · Pion blanc sur case noire h2 · Roi blanc sur case blanche d1 | 6 |
| 5 | Pion noir sur case blanche b7 · Pion noir sur case blanche f7 · Pion blanc sur case noire f6 · Pion noir sur case blanche a4 · Roi noir sur case noire b4 · Pion noir sur case noire d4 · Pion blanc sur case blanche d3 · Pion blanc sur case noire b2 · Pion blanc sur case noire h2 · Roi blanc sur case blanche d1 | Pion noir sur case blanche b7 · Pion noir sur case blanche f7 · Pion blanc sur case noire f6 · Pion noir sur case blanche a4 · Roi noir sur case noire b4 · Pion noir sur case noire d4 · Pion blanc sur case blanche d3 · Pion blanc sur case noire b2 · Pion blanc sur case noire h2 · Roi blanc sur case blanche d1 | Pion noir sur case blanche b7 · Pion noir sur case blanche f7 · Pion blanc sur case noire f6 · Pion noir sur case blanche a4 · Roi noir sur case noire b4 · Pion noir sur case noire d4 · Pion blanc sur case blanche d3 · Pion blanc sur case noire b2 · Pion blanc sur case noire h2 · Roi blanc sur case blanche d1 | Pion noir sur case blanche b7 · Pion noir sur case blanche f7 · Pion blanc sur case noire f6 · Pion noir sur case blanche a4 · Roi noir sur case noire b4 · Pion noir sur case noire d4 · Pion blanc sur case blanche d3 · Pion blanc sur case noire b2 · Pion blanc sur case noire h2 · Roi blanc sur case blanche d1 | Pion noir sur case blanche b7 · Pion noir sur case blanche f7 · Pion blanc sur case noire f6 · Pion noir sur case blanche a4 · Roi noir sur case noire b4 · Pion noir sur case noire d4 · Pion blanc sur case blanche d3 · Pion blanc sur case noire b2 · Pion blanc sur case noire h2 · Roi blanc sur case blanche d1 | Pion noir sur case blanche b7 · Pion noir sur case blanche f7 · Pion blanc sur case noire f6 · Pion noir sur case blanche a4 · Roi noir sur case noire b4 · Pion noir sur case noire d4 · Pion blanc sur case blanche d3 · Pion blanc sur case noire b2 · Pion blanc sur case noire h2 · Roi blanc sur case blanche d1 | Pion noir sur case blanche b7 · Pion noir sur case blanche f7 · Pion blanc sur case noire f6 · Pion noir sur case blanche a4 · Roi noir sur case noire b4 · Pion noir sur case noire d4 · Pion blanc sur case blanche d3 · Pion blanc sur case noire b2 · Pion blanc sur case noire h2 · Roi blanc sur case blanche d1 | Pion noir sur case blanche b7 · Pion noir sur case blanche f7 · Pion blanc sur case noire f6 · Pion noir sur case blanche a4 · Roi noir sur case noire b4 · Pion noir sur case noire d4 · Pion blanc sur case blanche d3 · Pion blanc sur case noire b2 · Pion blanc sur case noire h2 · Roi blanc sur case blanche d1 | 5 |
| 4 | Pion noir sur case blanche b7 · Pion noir sur case blanche f7 · Pion blanc sur case noire f6 · Pion noir sur case blanche a4 · Roi noir sur case noire b4 · Pion noir sur case noire d4 · Pion blanc sur case blanche d3 · Pion blanc sur case noire b2 · Pion blanc sur case noire h2 · Roi blanc sur case blanche d1 | Pion noir sur case blanche b7 · Pion noir sur case blanche f7 · Pion blanc sur case noire f6 · Pion noir sur case blanche a4 · Roi noir sur case noire b4 · Pion noir sur case noire d4 · Pion blanc sur case blanche d3 · Pion blanc sur case noire b2 · Pion blanc sur case noire h2 · Roi blanc sur case blanche d1 | Pion noir sur case blanche b7 · Pion noir sur case blanche f7 · Pion blanc sur case noire f6 · Pion noir sur case blanche a4 · Roi noir sur case noire b4 · Pion noir sur case noire d4 · Pion blanc sur case blanche d3 · Pion blanc sur case noire b2 · Pion blanc sur case noire h2 · Roi blanc sur case blanche d1 | Pion noir sur case blanche b7 · Pion noir sur case blanche f7 · Pion blanc sur case noire f6 · Pion noir sur case blanche a4 · Roi noir sur case noire b4 · Pion noir sur case noire d4 · Pion blanc sur case blanche d3 · Pion blanc sur case noire b2 · Pion blanc sur case noire h2 · Roi blanc sur case blanche d1 | Pion noir sur case blanche b7 · Pion noir sur case blanche f7 · Pion blanc sur case noire f6 · Pion noir sur case blanche a4 · Roi noir sur case noire b4 · Pion noir sur case noire d4 · Pion blanc sur case blanche d3 · Pion blanc sur case noire b2 · Pion blanc sur case noire h2 · Roi blanc sur case blanche d1 | Pion noir sur case blanche b7 · Pion noir sur case blanche f7 · Pion blanc sur case noire f6 · Pion noir sur case blanche a4 · Roi noir sur case noire b4 · Pion noir sur case noire d4 · Pion blanc sur case blanche d3 · Pion blanc sur case noire b2 · Pion blanc sur case noire h2 · Roi blanc sur case blanche d1 | Pion noir sur case blanche b7 · Pion noir sur case blanche f7 · Pion blanc sur case noire f6 · Pion noir sur case blanche a4 · Roi noir sur case noire b4 · Pion noir sur case noire d4 · Pion blanc sur case blanche d3 · Pion blanc sur case noire b2 · Pion blanc sur case noire h2 · Roi blanc sur case blanche d1 | Pion noir sur case blanche b7 · Pion noir sur case blanche f7 · Pion blanc sur case noire f6 · Pion noir sur case blanche a4 · Roi noir sur case noire b4 · Pion noir sur case noire d4 · Pion blanc sur case blanche d3 · Pion blanc sur case noire b2 · Pion blanc sur case noire h2 · Roi blanc sur case blanche d1 | 4 |
| 3 | Pion noir sur case blanche b7 · Pion noir sur case blanche f7 · Pion blanc sur case noire f6 · Pion noir sur case blanche a4 · Roi noir sur case noire b4 · Pion noir sur case noire d4 · Pion blanc sur case blanche d3 · Pion blanc sur case noire b2 · Pion blanc sur case noire h2 · Roi blanc sur case blanche d1 | Pion noir sur case blanche b7 · Pion noir sur case blanche f7 · Pion blanc sur case noire f6 · Pion noir sur case blanche a4 · Roi noir sur case noire b4 · Pion noir sur case noire d4 · Pion blanc sur case blanche d3 · Pion blanc sur case noire b2 · Pion blanc sur case noire h2 · Roi blanc sur case blanche d1 | Pion noir sur case blanche b7 · Pion noir sur case blanche f7 · Pion blanc sur case noire f6 · Pion noir sur case blanche a4 · Roi noir sur case noire b4 · Pion noir sur case noire d4 · Pion blanc sur case blanche d3 · Pion blanc sur case noire b2 · Pion blanc sur case noire h2 · Roi blanc sur case blanche d1 | Pion noir sur case blanche b7 · Pion noir sur case blanche f7 · Pion blanc sur case noire f6 · Pion noir sur case blanche a4 · Roi noir sur case noire b4 · Pion noir sur case noire d4 · Pion blanc sur case blanche d3 · Pion blanc sur case noire b2 · Pion blanc sur case noire h2 · Roi blanc sur case blanche d1 | Pion noir sur case blanche b7 · Pion noir sur case blanche f7 · Pion blanc sur case noire f6 · Pion noir sur case blanche a4 · Roi noir sur case noire b4 · Pion noir sur case noire d4 · Pion blanc sur case blanche d3 · Pion blanc sur case noire b2 · Pion blanc sur case noire h2 · Roi blanc sur case blanche d1 | Pion noir sur case blanche b7 · Pion noir sur case blanche f7 · Pion blanc sur case noire f6 · Pion noir sur case blanche a4 · Roi noir sur case noire b4 · Pion noir sur case noire d4 · Pion blanc sur case blanche d3 · Pion blanc sur case noire b2 · Pion blanc sur case noire h2 · Roi blanc sur case blanche d1 | Pion noir sur case blanche b7 · Pion noir sur case blanche f7 · Pion blanc sur case noire f6 · Pion noir sur case blanche a4 · Roi noir sur case noire b4 · Pion noir sur case noire d4 · Pion blanc sur case blanche d3 · Pion blanc sur case noire b2 · Pion blanc sur case noire h2 · Roi blanc sur case blanche d1 | Pion noir sur case blanche b7 · Pion noir sur case blanche f7 · Pion blanc sur case noire f6 · Pion noir sur case blanche a4 · Roi noir sur case noire b4 · Pion noir sur case noire d4 · Pion blanc sur case blanche d3 · Pion blanc sur case noire b2 · Pion blanc sur case noire h2 · Roi blanc sur case blanche d1 | 3 |
| 2 | Pion noir sur case blanche b7 · Pion noir sur case blanche f7 · Pion blanc sur case noire f6 · Pion noir sur case blanche a4 · Roi noir sur case noire b4 · Pion noir sur case noire d4 · Pion blanc sur case blanche d3 · Pion blanc sur case noire b2 · Pion blanc sur case noire h2 · Roi blanc sur case blanche d1 | Pion noir sur case blanche b7 · Pion noir sur case blanche f7 · Pion blanc sur case noire f6 · Pion noir sur case blanche a4 · Roi noir sur case noire b4 · Pion noir sur case noire d4 · Pion blanc sur case blanche d3 · Pion blanc sur case noire b2 · Pion blanc sur case noire h2 · Roi blanc sur case blanche d1 | Pion noir sur case blanche b7 · Pion noir sur case blanche f7 · Pion blanc sur case noire f6 · Pion noir sur case blanche a4 · Roi noir sur case noire b4 · Pion noir sur case noire d4 · Pion blanc sur case blanche d3 · Pion blanc sur case noire b2 · Pion blanc sur case noire h2 · Roi blanc sur case blanche d1 | Pion noir sur case blanche b7 · Pion noir sur case blanche f7 · Pion blanc sur case noire f6 · Pion noir sur case blanche a4 · Roi noir sur case noire b4 · Pion noir sur case noire d4 · Pion blanc sur case blanche d3 · Pion blanc sur case noire b2 · Pion blanc sur case noire h2 · Roi blanc sur case blanche d1 | Pion noir sur case blanche b7 · Pion noir sur case blanche f7 · Pion blanc sur case noire f6 · Pion noir sur case blanche a4 · Roi noir sur case noire b4 · Pion noir sur case noire d4 · Pion blanc sur case blanche d3 · Pion blanc sur case noire b2 · Pion blanc sur case noire h2 · Roi blanc sur case blanche d1 | Pion noir sur case blanche b7 · Pion noir sur case blanche f7 · Pion blanc sur case noire f6 · Pion noir sur case blanche a4 · Roi noir sur case noire b4 · Pion noir sur case noire d4 · Pion blanc sur case blanche d3 · Pion blanc sur case noire b2 · Pion blanc sur case noire h2 · Roi blanc sur case blanche d1 | Pion noir sur case blanche b7 · Pion noir sur case blanche f7 · Pion blanc sur case noire f6 · Pion noir sur case blanche a4 · Roi noir sur case noire b4 · Pion noir sur case noire d4 · Pion blanc sur case blanche d3 · Pion blanc sur case noire b2 · Pion blanc sur case noire h2 · Roi blanc sur case blanche d1 | Pion noir sur case blanche b7 · Pion noir sur case blanche f7 · Pion blanc sur case noire f6 · Pion noir sur case blanche a4 · Roi noir sur case noire b4 · Pion noir sur case noire d4 · Pion blanc sur case blanche d3 · Pion blanc sur case noire b2 · Pion blanc sur case noire h2 · Roi blanc sur case blanche d1 | 2 |
| 1 | Pion noir sur case blanche b7 · Pion noir sur case blanche f7 · Pion blanc sur case noire f6 · Pion noir sur case blanche a4 · Roi noir sur case noire b4 · Pion noir sur case noire d4 · Pion blanc sur case blanche d3 · Pion blanc sur case noire b2 · Pion blanc sur case noire h2 · Roi blanc sur case blanche d1 | Pion noir sur case blanche b7 · Pion noir sur case blanche f7 · Pion blanc sur case noire f6 · Pion noir sur case blanche a4 · Roi noir sur case noire b4 · Pion noir sur case noire d4 · Pion blanc sur case blanche d3 · Pion blanc sur case noire b2 · Pion blanc sur case noire h2 · Roi blanc sur case blanche d1 | Pion noir sur case blanche b7 · Pion noir sur case blanche f7 · Pion blanc sur case noire f6 · Pion noir sur case blanche a4 · Roi noir sur case noire b4 · Pion noir sur case noire d4 · Pion blanc sur case blanche d3 · Pion blanc sur case noire b2 · Pion blanc sur case noire h2 · Roi blanc sur case blanche d1 | Pion noir sur case blanche b7 · Pion noir sur case blanche f7 · Pion blanc sur case noire f6 · Pion noir sur case blanche a4 · Roi noir sur case noire b4 · Pion noir sur case noire d4 · Pion blanc sur case blanche d3 · Pion blanc sur case noire b2 · Pion blanc sur case noire h2 · Roi blanc sur case blanche d1 | Pion noir sur case blanche b7 · Pion noir sur case blanche f7 · Pion blanc sur case noire f6 · Pion noir sur case blanche a4 · Roi noir sur case noire b4 · Pion noir sur case noire d4 · Pion blanc sur case blanche d3 · Pion blanc sur case noire b2 · Pion blanc sur case noire h2 · Roi blanc sur case blanche d1 | Pion noir sur case blanche b7 · Pion noir sur case blanche f7 · Pion blanc sur case noire f6 · Pion noir sur case blanche a4 · Roi noir sur case noire b4 · Pion noir sur case noire d4 · Pion blanc sur case blanche d3 · Pion blanc sur case noire b2 · Pion blanc sur case noire h2 · Roi blanc sur case blanche d1 | Pion noir sur case blanche b7 · Pion noir sur case blanche f7 · Pion blanc sur case noire f6 · Pion noir sur case blanche a4 · Roi noir sur case noire b4 · Pion noir sur case noire d4 · Pion blanc sur case blanche d3 · Pion blanc sur case noire b2 · Pion blanc sur case noire h2 · Roi blanc sur case blanche d1 | Pion noir sur case blanche b7 · Pion noir sur case blanche f7 · Pion blanc sur case noire f6 · Pion noir sur case blanche a4 · Roi noir sur case noire b4 · Pion noir sur case noire d4 · Pion blanc sur case blanche d3 · Pion blanc sur case noire b2 · Pion blanc sur case noire h2 · Roi blanc sur case blanche d1 | 1 |
|   | a | b | c | d | e | f | g | h |   |

- Solution :

1. h4!  Rb3  
2. Rc1  Ra2! 
3. h5  b5 
4. h6  b4 
5. h7  a3! 
6. b3  Ra1! 
7. h8C!!  Ra2
8. Rc2  Ra1
9. Cg6!  Ra2
10. Cf4  Ra1
11.Ce6! Ra2
12. Cxd4  Ra1
13. Ce6!  gagne

## Source
- Alain Pallier, « Alexandre Petrovitch Kazantsev », Europe Échecs, juillet-août 1991, no 391-392, p. 64